# Dim Dam Dom
Pour les articles homonymes, voir dim, dam et dom.
 (septembre 2024).
Dim Dam Dom est une émission de télévision française destinée au public féminin, produite par Daisy de Galard et Manette Bertin avec la collaboration de Michel Polac, Marc Gilbert, Jean-Pierre Bastid et Peter Knapp à la réalisation et diffusée de mars 1965 à mars 1971 sur la deuxième chaîne de l'O.R.T.F.

## Le magazine des Dim(anches), de Dam(es) et D(h)om(mes)
Ce magazine télévisé est créé en 1965, en même temps que la deuxième chaîne de télévision française. Chaque émission est diffusée une fois par mois le dimanche soir. Elle s'adresse aux dames, mais aborde aussi des questions masculines.
Chaque émission se compose d'une suite de courtes séquences présentées par des speakerines d'un jour, actrices ou chanteuses alors en vogue (Mireille Darc, France Gall, Françoise Hardy, Claude Jade, Marie Laforêt, Sheila, Chantal Goya, Marie-France Pisier, Geraldine Chaplin, Macha Méril, Joanna Shimkus, Alexandra Stewart, Sylvie Vartan, Olga Georges-Picot, Jane Birkin, Catherine Jourdan, Bernadette Lafont, Marie-José Nat, Nicole Calfan, Geneviève Bujold, Michèle Mercier, Françoise Fabian, Marlène Jobert, Dominique Sanda, Annie Girardot, Régine, Romy Schneider...), le tout dans un emballage ludique, moderne et sophistiqué. Son titre résume son concept : « Dim » pour dimanche, « Dam » pour dames et « Dom » pour d(h)ommes.

## Un indicatif Dym(namique)
C'est Michel Colombier, l'un des talentueux musiciens pop de l'époque, déjà arrangeur des œuvres de Gainsbourg (Anna, Bonnie and Clyde, Requiem pour un con), qui compose l'indicatif musical The Big Team où il fait même les chœurs en compagnie de Nicole Darde et d'Annie Vassiliu.
L'indicatif sera adapté afin d'en faire une chanson pour France Gall (Daddy da da, paroles de Pierre Delanoë, 1968), l'une des « speakerines » habituelles de Dim Dam Dom qui y interprétera d'ailleurs sa chanson générique lors d'une diffusion d'un numéro du magazine.